# Zeche Vereinigte Gladbeck
Die Zeche Vereinigte Gladbeck ist ein ehemaliges Steinkohlenbergwerk in Gladbeck und Bottrop. Das Bergwerk ist aus einer Konsolidation der Zeche Gladbeck mit weiteren Berechtsamen entstanden. Die Zeche Vereinigte Gladbeck wurde in den Jahren 1905 bis 1925 als Berginspektion II in Gladbeck bezeichnet. Ab dem Jahr 1925 wurde das Bergwerk unter dem Namen Steinkohlenbergwerk Gladbeck geführt.

## Geschichte

### Die Anfänge
Aus einer 1870 gegründeten Bohrgesellschaft wurde in der zweiten Hälfte des 19. Jahrhunderts die Gewerkschaft Vereinigte Gladbeck gegründet. Die Kuxenmehrheit dieser Gewerkschaft besaß August Thyssen. Aufgrund von eingelegten Mutungen wurden mehrere Grubenfelder verliehen. Diese Felder wurden im Jahr 1876 unter dem Namen Zeche Gladbeck konsolidiert. Im Jahr 1896 begann die Gewerkschaft Vereinigte Gladbeck mit den Teufarbeiten für die Schächte Thyssen 1/2. Im Jahr 1897 konsolidierte die Zeche Gladbeck mit dem Feld Professor zur Zeche Vereinigte Gladbeck. Die Berechtsame umfasste eine Fläche von 26,2 km2 und bestand aus 13 Geviertfeldern. Bei einer Teufe von etwa 380 Metern wurden im selben Jahr die Teufarbeiten an den Schächten 1/2 aufgrund starker Wasserzuflüsse gestundet. Im selben Jahr wurden im ehemaligen Feld Professor mit den Teufarbeiten für den Schacht 3 begonnen. Im Jahr 1899 wurden die Teufarbeiten an Schacht 1 wieder aufgenommen. Hierzu wurde zunächst der Schacht gesümpft und anschließend tiefer geteuft. Noch im selben Jahr erreichte der Schacht 1 bei einer Teufe von 445 Metern das Karbon. Außerdem wurde in diesem Jahr mit den Teufarbeiten für den Schacht 4 begonnen. Der Schacht wurde neben Schacht 3 angesetzt. Im Jahr 1900 wurde der Schacht 2 zunächst gesümpft und anschließend weiter geteuft. Im selben Jahr wurden im Schacht 3 bei einer Teufe von 343 Metern (−298 m NN) die 1. Sohle und bei einer Teufe von 413 Metern (−368 m NN) die 2. Sohle angesetzt. Im Jahr 1901 wurde im Schacht 1 bei einer Teufe von 461 Metern (−403 m NN) die 1. Sohle nach Süden angesetzt. Später wurde bei einer Teufe von 490 Metern (−490 m NN) die 1. Sohle nach Norden angesetzt. Im weiteren Verlauf des Jahres wurde bei einer Teufe von 578 Metern (−520 m NN) die 2. Sohle angesetzt. Noch im selben Jahr wurde der Schacht 1 in Betrieb genommen. Mit Beginn der Förderung wurde mit dem Bau eines Hüttenwerks begonnen.

### Die Betriebsjahre
Im Jahr 1902 wurde der Schacht 2 bis zur 2. Sohle in Betrieb genommen. Im Schacht 3 wurde bei einer Teufe von 498 Metern (−453 m NN) die 3. Sohle angesetzt. Das Bergwerk bestand nun aus den Betriebsteilen 1/2 und 3/4. Im März desselben Jahres erließ der preußische Staat ein Gesetz, das es ihm ermöglichte, Bergwerkseigentum zu erwerben. Um seine Grubenfelder verwalten und erschließen zu können, gründete der preußische Staat im April desselben Jahres die Verwaltung der königlichen Steinkohlenbergwerke. Noch im selben Jahr wurde die Zeche Vereinigte Gladbeck an den preußischen Staat verkauft. Neben der Zeche Vereinigte Gladbeck verkaufte August Thyssen auch noch weitere Grubenfelder an den preußischen Staat. Das Hüttenwerk behielt Thyssen in seinem Besitz und gliederte es als AG für Hüttenbetriebe aus. Mit dem Besitzerwechsel wurde das Bergwerk auch umbenannt. Der Betriebsteil 1/2 erhielt den Namen Möller und der Betriebsteil 3/4 den Namen Rheinbaben. Die Schachtanlage 1/2 war auch als Möllerschächte bekannt, 3/4 wurde auch als Rheinbabenschächte bezeichnet. Beide Schachtanlagen wurden zunächst weiter gemeinsam geführt. Im Jahr 1903 wurde die Gewerkschaft Vereinigte Gladbeck aufgelöst, die Betriebe wurden der Preußischen Bergwerksdirektion in Dortmund unterstellt.
Im Jahr 1905 wurde ein 0,05 km2 großes Feld, das an die südliche Markscheide grenzte, erworben. Das Bergwerk wurde nun als Berginspektion II geführt. Im Jahr 1907 wurden die Teufarbeiten an Schacht 2 wieder aufgenommen und der Schacht wurde tiefer geteuft. Im Jahr 1908 wurde auf dem Betriebsteil Möller eine Kokerei in Betrieb genommen. Im Jahr 1909 wurde im Schacht 3 bei einer Teufe von 678 Metern (−620 m NN) die 3. Sohle angesetzt. Im Jahr 1910 wurde über Tage eine Verbindungsbahn zwischen Möller und Rheinbarben errichtet, die bis zum Bahnhof Gladbeck West weiterführte. Dadurch war nun eine durchgängige Zechenbahn vorhanden und der übertägige Transport der geförderten Kohlen sichergestellt. Im Jahr 1911 wurde ein Feldertausch eines 0,5 km2 großen Feldes mit Arensberg Fortsetzung durchgeführt. Im Jahr 1912 wurde auf dem Betriebsteil Rheinbarben eine Kokerei in Betrieb genommen. Am 27. Juni des Jahres 1920 starben bei einer Explosion mehrerer Gasflaschen fünf Mitarbeiter. Im Jahr 1925 erfolgte die Umbenennung in Steinkohlenbergwerk Gladbeck. Im Jahr 1926 kam es zu Absatzproblemen. Aus diesem Grund wurde der Betrieb nur einschichtig weiter geführt. Im Juli des Jahres 1928 wurde die Kokerei auf dem Betriebsteil Rheinbaben stillgelegt. Im Januar des darauffolgenden Jahres wurde die Kokerei auf dem Betriebsteil Möller stillgelegt. Im Jahr 1935 wurde das Bergwerk aufgespalten in die beiden eigenständigen Bergwerke Möller und Rheinbaben.

## Förderung und Belegschaft
Die ersten bekannten Belegschaftszahlen stammen aus dem Jahr 1897, damals waren 96 Bergleute auf dem Bergwerk beschäftigt. Im Jahr 1900 war die Belegschaftsstärke auf 388 Beschäftigte angestiegen. Die ersten Förderzahlen stammen aus dem Jahr 1901, in diesem Jahr wurden mit 661 Beschäftigten 13.666 Tonnen Steinkohle gefördert. Im Jahr 1870 wurde eine Förderung von 663.809 Tonnen Steinkohle erbracht, die Belegschaftsstärke lag bei 2884 Beschäftigten. Im Jahr 1910 wurde die Marke von einer Million Tonnen überschritten. In diesem Jahr wurden mit 5705 Beschäftigten 1.297.529 Tonnen Steinkohle gefördert. Die maximale Förderung wurde im Jahr 1913 erzielt. In diesem Jahr wurde eine Förderung von 1.830.916 Tonnen Steinkohle erbracht. Die Belegschaftsstärke lag in diesem Jahr bei 7127 Beschäftigten. Im Jahr 1920 wurde eine Förderung von 1.245.392 Tonnen Steinkohle erbracht, die Belegschaftsstärke lag in diesem Jahr bei 7576 Beschäftigten. Im Jahr 1925 lag die Belegschaftsstärke bei 6330 Beschäftigten, die Förderung betrug 1.331.210 Tonnen Steinkohle. Im Jahr 1930 wurde eine Förderung von 1,275.201 Tonnen Steinkohle erbracht, die Belegschaftsstärke lag bei 4335 Mitarbeitern. Im Jahr 1934 waren noch 3253 Mitarbeiter auf dem Bergwerk beschäftigt, es wurden 1.162.469 Tonnen Steinkohle gefördert. Dies sind die letzten bekannten Förder- und Belegschaftszahlen.